# Estação Porte d'Orléans
Porte d'Orléans é uma estação da Linha 4 do Metrô de Paris, localizada no 14.º arrondissement de Paris. Ela foi o terminal meridional até a extensão da linha na estação Mairie de Montrouge em 23 de março de 2013.

## Localização
A estação está situada no cruzamento da avenue du Général-Leclerc, do boulevard Brune e do boulevard Jourdan, ao nível da Porte d'Orléans.

## História

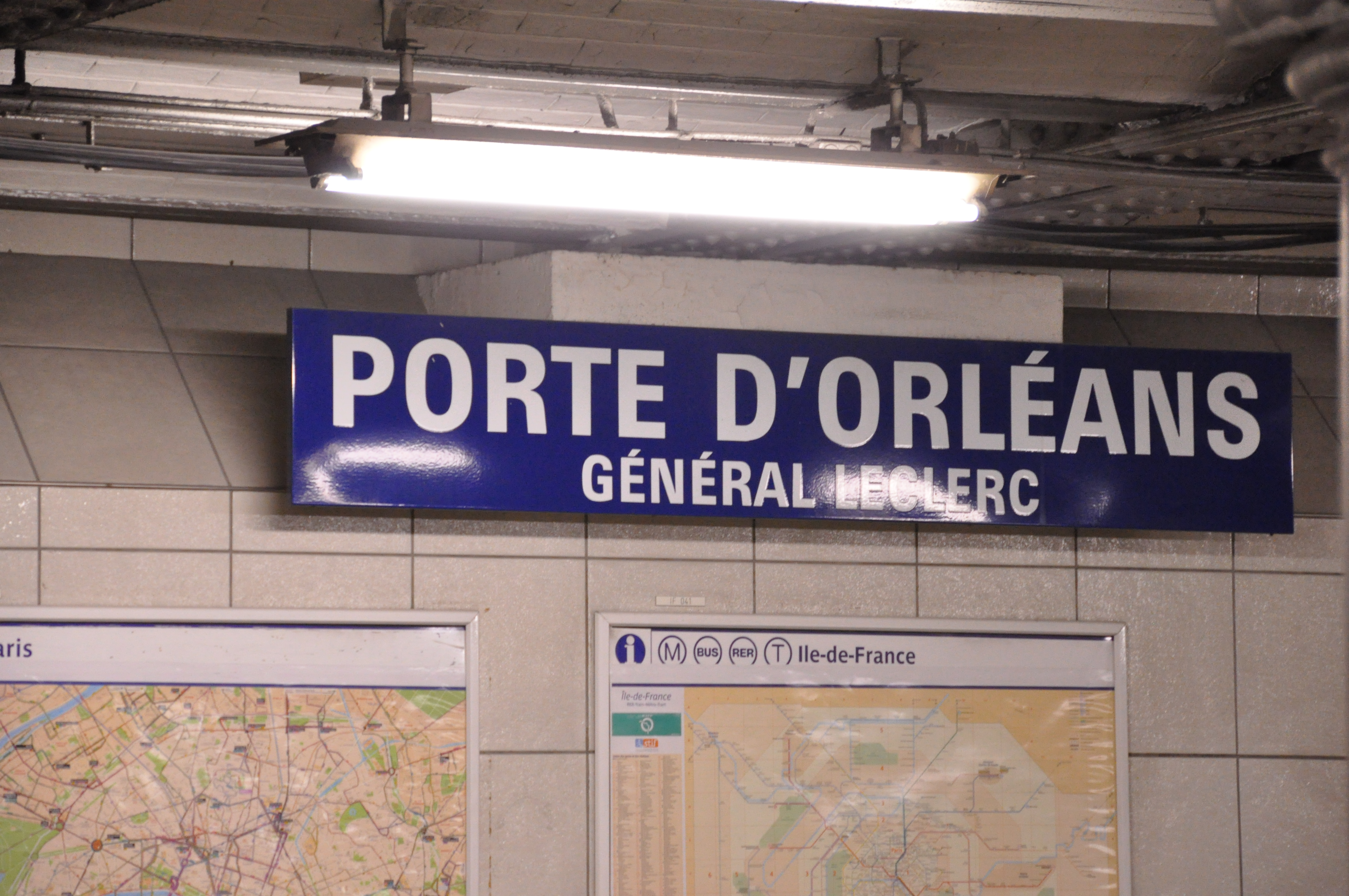
Placa metálica indicando o nome da estação

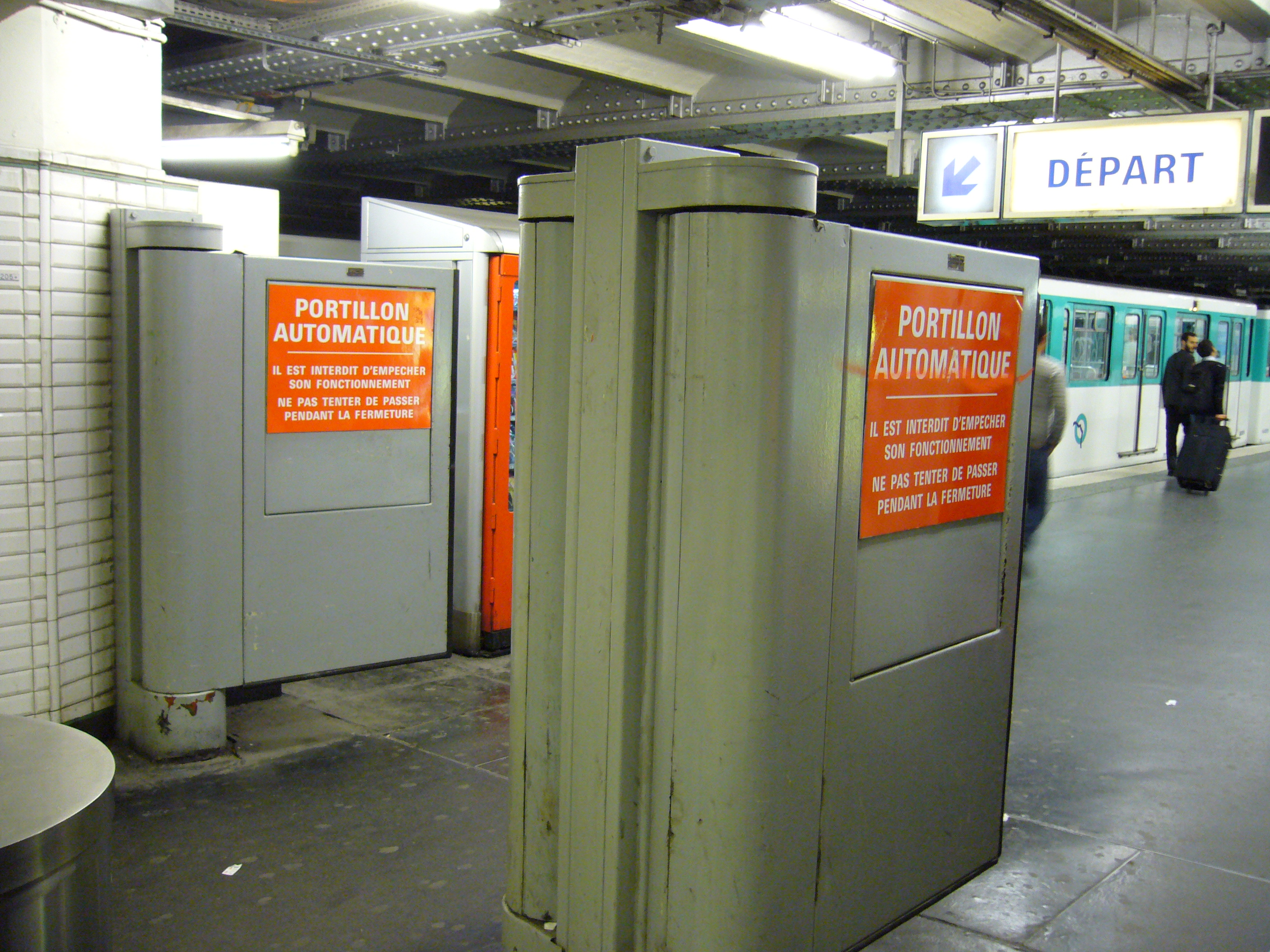
Antigos portões automáticos da estação (removidos em 2011)

Nas plataformas, o nome da estação tem como subtítulo "General Leclerc", do nome da avenida sob a qual ela se encontra.
Até 2011, ela foi uma das raras estações que ainda possuíam portões automáticos. Estes estavam implantados na entrada da plataforma de partida para Porte de Clignancourt.
Em 2011, 9 598 097 passageiros foram contados nesta estação. Na ocasião da extensão da linha até Mairie de Montrouge, um communicado de imprensa da RATP indica que o tráfego médio diário se elevou para mais de 27 000 entradas e saídas, o que a torna a mais frequentada das estações que se situam nas portas da capital. No entanto, depois desta extensão, sua frequência diminuiu em um terço: ela viu entrar 6 598 073 passageiros em 2013, o que a coloca na 47ª posição das estações de metrô por sua frequência.

## Serviços aos Passageiros

### Acessos
A estação possui seis acessos situados em todos os arredores da place du 25-Août-1944:
- Acesso: rue de la Légion-Étrangère, Parc Autos;
- Acesso: avenue Ernest-Reyer: três escadas para as calçadas do terminal de ônibus;
- Acesso: boulevard Brune, lado dos números pares, place du 25-Août-1944, lado dos números pares;
- Acesso: avenue du Général-Leclerc, lado dos números pares, boulevard Brune, lado dos números ímpares;
- Acesso: boulevard Jourdan, lado dos números pares;
- Acesso: boulevard Jourdan, lado dos números ímpares, place du 25-Août-1944, lado dos números ímpares.

Por ocasião da extensão da linha para Mairie de Montrouge, dois novos acessos, situados a norte da estação, foram criados em ambos os lados da avenue du Général-Leclerc. Estes novos acessos tornaram a estação acessível às pessoas com mobilidade reduzida, como a de Mairie de Montrouge; cada um deles está equipado com um elevador. Eles foram lançados em março de 2014, com um atraso de vários meses, enquanto a última data prevista era "durante 2013". Esses novos acessos só poderiam ser criados após a extensão para Mairie de Montrouge, porque um deles tinha a necessidade de condenar uma das duas vias usadas para a partida dos trens para Porte de Clignancourt, tornada sem uso desde a extensão. Eles dão cada um em uma plataforma.

### Plataformas

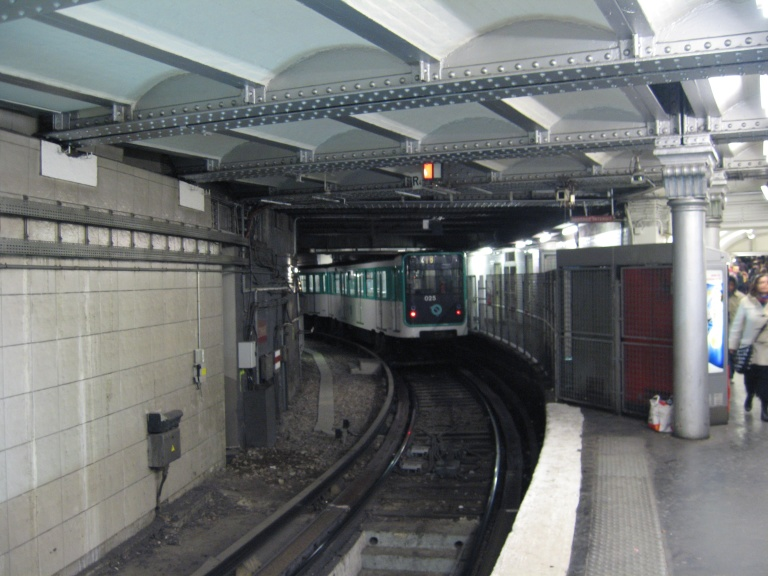
O circuito de Porte d'Orléans antes da extensão para Mairie de Montrouge. Atualmente é uma via de garagem sem saída

Porte d'Orléans é uma estação de configuração padrão:  ela possui duas plataformas separadas pelas vias do metrô. A plataforma Porte de Clignancourt é no entanto muito larga porque é composta pela plataforma central de embarque, existente quando a estação era o terminal da linha, que foi prolongada na segunda via de embarque removida quando a estação perdeu a posição de estação terminal. Estabelecido no piso térreo, o teto é composto por um tabuleiro metálico, cujas vigas, de cor prateada, são sustentadas por pés-direitos verticais e postes colocados no meio da antiga plataforma central. Os tímpanos e os pés-direitos são providos de grandes telhas biseladas brancas (que são encontradas apenas em certos corredores de correspondência de Châtelet). Os quadros publicitários são metálicos e o nome da estação é na fonte Parisine em placa esmaltada. Os assentos são do estilo "Akiko" de cor jade.

### Intermodalidade
A estação é servida pelas linhas 38, 68, 92, 125, 126, 128, 187, 188, 194, 197, 297, 299 e 388 da rede de ônibus RATP, pelas linhas 108 e 109 da rede de ônibus da sociedade CEA Transports, pela linha DM151 da sociedade de transportes Keolis Meyer, pela linha 475 da rede de ônibus Sqybus e, à noite, pelas linhas N14, N21, N66 e N122 da rede Noctilien.

## Pontos turísticos
- Square du Serment-de-Koufra
- Cemitério de Montrouge
- Cité Internationale Universitaire de Paris